# Glyn
Glyn  è un nome proprio di persona gallese maschile.

## Varianti
- Maschili: Glynn[1]

## Origine e diffusione
Riprende il termine gallese glyn, che vuol dire "valle"; è quindi analogo per significato ai prenomi Glenn e Dale. Da questo nome, o dalla sua stessa radice, deriva probabilmente il nome Glenys.

## Onomastico
Non esistono santi che portino questo nome, che quindi è adespota. L'onomastico può essere festeggiato in occasione di Ognissanti, il 1º novembre.

## Persone
- Lewys Glyn Cothi, poeta gallese
- Hugh Llewellyn Glyn Hughes, medico e militare britannico
- Glyn Simon, arcivescovo anglicano britannico

### Variante Glynn
- Glynn Saulters, cestista statunitense